# Chappie
CHAPPiE is een Amerikaanse sciencefictionfilm uit 2015, onder regie van Neill Blomkamp en gebaseerd op zijn kortfilm Tetra Vaal. De hoofdrollen worden gespeeld door Sharlto Copley, Hugh Jackman, Dev Patel en Sigourney Weaver. Ook hebben Anri du Toit en Watkin Tudor Jones van de Zuid-Afrikaanse hiphopgroep Die Antwoord in de film geacteerd.

## Verhaal
In Johannesburg heeft de politie de oplossing gevonden tegen de criminaliteit. Met hulp van androïdes (politie-robots) worden ze bijgestaan tegen de criminele bendes. De robots worden geproduceerd in het technologiebedrijf Tetravaal. Medewerker van het bedrijf en ontwerper van de politie-robot Deon Wilson is bezig met experimenteren met nieuwe software om er een intelligente robot van te maken die gevoelens kent en voor zichzelf kan denken. Vincent Moore die ook werkzaam is in het bedrijf, en ontwikkelaar van het vorige model (Moose), is tegen de plannen van Deon. Als ook zijn baas Michelle Bradley het nut niet van inziet van de ideeën van Deon, is Deon vastbesloten om in het geheim verder te experimenteren. Als hij onderweg naar huis in de bedrijfsauto met een afgeschreven robot wordt overvallen door een criminele bende (Ninja, Yankie en Yolandi), moet hij onder bedreiging met de dood mee helpen met herprogrammeren van de robot. Als Deon met zijn nieuw ontwikkelde software de afgeschreven robot weer aan de praat krijgt, maakt Deon er op attent dat de robot door de onherstelbare accu maar een aantal dagen heeft te leven. Hij vertelt ook dat de robot nog alles moet leren net als een kind. Ninja kan niet wachten want hij wil samen met de robot als hulp overvallen plegen om zo snel veel te verdienen. Als Ninja even weg is geweest, heeft Deon de robot onder meer geleerd dat criminaliteit fout is. Ninja is hier niet blij mee. Ook heeft Yolandi de robot de naam Chappie gegeven. Gaandeweg wordt Chappie steeds slimmer en het geduld van Ninja raakt op, omdat Chappie niet mee werkt aan zijn plannen. Ninja vertelt daarom aan Chappie dat zijn accu het niet lang meer doet en dat er ook geen geld is om Chappie te repareren. Met een smoes vertelt Ninja aan Chappie dat, als hij wil blijven leven, moet helpen om snel veel geld te verdienen. Als Chappie aan Deon vraagt of dit waar is van de accu, ontwikkelt Chappie zelf een computerprogramma om zijn geheugen (via een helm die aangesloten is aan de computer) te kunnen uploaden naar een andere robot. Ninja verzoekt aan Deon om te vertrekken om zo ongestoord samen met Chappie de overvallen te kunnen uitvoeren. Deze activiteiten blijven niet onopgemerkt en in korte tijd weet heel de stad dat Chappie de criminelen helpt. Als ook Vincent dit ziet vraag hij aan Michelle of hij deze robot mag uitschakelen met zijn afgekeurde Moose (zijn ontwerp robot). Michelle die zo haar bedrijf ziet failliet gaan, stemt in om de robot vernietigen. Vincent die al van begin tegen deze intelligente robot is, activeert zijn robot door middel van een helm die hij op zijn hoofd zet, die in verbinding staat met zijn robot. Hierdoor voert Vincent zelf op afstand de acties uit en hij kent geen genade. Dit loopt uit op een bloedbad waarbij Yankie het niet overleeft en Deon en Yolandi zwaar gewond raken. Chappie helpt de bijna levenloze Deon mee in zijn auto en met Chappie achter het stuur rijden ze naar Tetravaal. Daar aangekomen sluit Chappie de stervende Deon via de helm aan op de computer, die verbonden is met een andere robot, en wordt Deons bewustzijn verplaatst naar die robot. Chappies accu is bijna leeg, maar Deon, die nu een robot-lichaam heeft, helpt Chappie om ook zijn bewustzijn te verplaatsen, op afstand, naar een robot elders in de stad. Deon gaat er vervolgens naartoe, en het blijkt gelukt. Yolandi overleeft de aanslag uiteindelijk niet, maar Chappie herinnert zich nog dat er van tevoren van Yolandi via de helm een test back-up van haar bewustzijn is gemaakt die op een USB-stick staat, die ze misschien nog kunnen uploaden naar een andere robot. Als ze met hun computer inbreken in de productie van Tetravaal robots, rolt er een robot van de band die lijkt op Yolandi, en opent de robot haar ogen.

## Rolverdeling
| Acteur              | Personage        | Opmerkingen                            |
| ------------------- | ---------------- | -------------------------------------- |
| Sharlto Copley      | CHAPPiE          | De stem en motion capture van de robot |
| Hugh Jackman        | Vincent Moore    | Medewerker van Tetravaal               |
| Dev Patel           | Deon Wilson      | Medewerker van Tetravaal               |
| Sigourney Weaver    | Michelle Bradley | Baas van Tetravaal                     |
| Jose Pablo Cantillo | Yankie           | Crimineel, wordt ook Amerika genoemd   |
| Anri du Toit        | Yolandi          | Crimineel                              |
| Watkin Tudor Jones  | Ninja            | Crimineel                              |

## Achtergrond

### Productie
Regisseur Blomkamp maakte eerder al de korte films Tetra Vaal (2004) en Tempbot (2006), over robots met menselijke gevoelens. Chappie is de derde langspeelfilm van Blomkamp. Hij schreef het scenario samen met zijn vrouw Terri Tatchell. De acteur Sharlto Copley speelde ook al eerder in Blomkampfilms District 9 en Elysium. De opnames van de film Chappie begonnen eind oktober 2013 in Johannesburg. De opnames werden afgerond in februari 2014.

### Muziek
Op 21 november 2014 werd bekendgemaakt dat de filmmuziek werd gecomponeerd door Hans Zimmer. Zimmer gebruikte ditmaal voornamelijk elektronische muziek in zijn filmmuziek. Muzieknummers die in de film zijn gebruikt maar niet op het soundtrackalbum staan zijn:
- Happy Go S*cky F*cky - Die Antwoord
- Opening Theme (He-Man and the Masters of the Universe) - Erika Lane, Shuki Levy & Haim Saban
- Never Le NKemise - Die Antwoord
- Rudeboy - Zeds Dead
- Bhampa - Pro Kid
- Fatty Boom Boom - Die Antwoord
- Enter The Ninja - Die Antwoord
- Cookie Thumper - Die Antwoord
- Beat Boy - Die Antwoord
- Evil Boy (F_k You In The Face Mix) - Die Antwoord
- Baby's On Fire - Die Antwoord
- Chocolate & Vanilla - Ifani featuring Blaksuga
- Salute To My Hood - L-50

### Release
De eerste trailer en officiële filmposter werden op 4 november 2014 vrijgegeven. De film ging op 4 maart 2015 in de bioscoop.